# Ауалулько-де-Меркадо (муниципалитет)
Ауалулько-де-Меркадо (исп. Ahualulco de Mercado) — муниципалитет в Мексике, в штате Халиско, с административным центром в одноимённом городе. Численность населения, по данным переписи 2020 года, составила 23 630 человек.

## Общие сведения
Название муниципалитета составное: Ahualulco с языка науатль можно перевести как: место, окружённое водой или место, окружающее воду, а Mercado с испанского языка: рынок, торговля.
Площадь муниципалитета равна 274 км², что составляет 0,3 % от общей площади штата, а наиболее высоко расположенное поселение Эль-Трапиче находится на высоте 1543 метра.
Ауалулько-де-Меркадо граничит с другими муниципалитетами штата Халиско: на севере с Сан-Хуанито-де-Эскобедо и Текилой, на северо-востоке с Аматитаном, на востоке с Теучитланом, на юге с Амекой, на западе с Эцатланом.

## Учреждение и состав
Муниципалитет был образован 8 апреля 1844 года, по данным 2020 года в его состав входит 25 населённых пунктов, самые крупные из которых:
| Код INEGI                  | Населённый пункт                                                                                           | Численность населения (2005 год) | Численность населения (2010 год) | Численность населения (2020 год) |
| -------------------------- | --- | -------------------------------- | -------------------------------- | -------------------------------- |
| 003                        | Всего | 21465                            | 21714                            | 23630                            |
| 0001                       | Ауалулько-де-Меркадо (исп. Ahualulco de Mercado) 20°42′02″ с. ш. 103°58′30″ з. д. (административный центр) | 15427                            | 15512                            | 17000                            |
| 0038                       | Портес-Хиль (исп. Portes Gil (San Ignacio)) 20°39′14″ с. ш. 103°56′07″ з. д.                               | 2244                             | 2553                             | 2733                             |
| 0004                       | Эль-Кармен (Эль-Капулин) (исп. El Carmen (El Capulín)) 20°39′11″ с. ш. 103°54′45″ з. д.                    | 1518                             | 1557                             | 1612                             |
| 0028                       | Санта-Крус-де-Барсенас (исп. Santa Cruz de Bárcenas) 20°40′05″ с. ш. 104°00′05″ з. д.                      | 1525                             | 1546                             | 1610                             |
| 0007                       | Чапулимита (исп. Chapulimita (Chapuli)) 20°45′02″ с. ш. 103°55′41″ з. д.                                   | 309                              | 355                              | 294                              |
| 0019                       | Ла-Мора (исп. La Mora (La Morita)) 20°42′21″ с. ш. 104°02′00″ з. д.                                        | 138                              | 109                              | 149                              |
| 0031                       | Теучитеко (исп. Teuchiteco) 20°40′18″ с. ш. 104°01′52″ з. д.                                               | 135                              | 133                              | 107                              |
| —                          | Прочие | 169                              | 149                              | 125                              |
| Названия на карте Генштаба | |                                  |                                  |                                  |

## Экономическая деятельность
По статистическим данным 2000 года, работоспособное население занято по секторам экономики в следующих пропорциях:
- сельское хозяйство, животноводство и рыбная ловля — 28,2 %;
- промышленность и строительство — 26,5 %;
- торговля, сферы услуг и туризма — 44 %;
- безработные — 1,3 %.

## Инфраструктура
По статистическим данным 2020 года, инфраструктура развита следующим образом:
- электрификация: 99,7 %;
- водоснабжение: 88 %;
- водоотведение: 99,5 %.